# Gesneria libanensis
Gesneria libanensis är en tvåhjärtbladig växtart som beskrevs av Jean Jules Linden och Charles Morren. Gesneria libanensis ingår i släktet Gesneria och familjen Gesneriaceae. Inga underarter finns listade i Catalogue of Life.